# Touty Gandega
Touty Gandega (Parigi, 20 giugno 1991) è una cestista francese con cittadinanza maliana.
È la sorella di Diana Gandega.

## Carriera
Con il Mali ha disputato i Campionati mondiali del 2022 e due edizioni dei Campionati africani (2017, 2019).